# ラウラ・ヴァルガス＝コッホ
ラウラ・ヴァルガス＝コッホ（Laura Vargas-Koch 1990年6月29日- ）は、ドイツのベルリン出身の柔道選手。階級は70kg級。身長173cm。

## 経歴
2011年にはユニバーシアードで2位、U23ヨーロッパ選手権で優勝するなど国際大会で一定の活躍を示すが、この階級には国内により活躍していたケルスティン・ティエレがいたためにロンドンオリンピック代表にはなれなかった。2013年にはグランドスラム・パリで3位、グランプリ・デュッセルドルフで2位、ヨーロッパ選手権で3位になるなど着実に実績を積み重ねると、世界選手権では決勝まで進むが、コロンビアのジュリ・アルベアルの大腰で敗れて2位にとどまった。2014年のヨーロッパ選手権では2位になったが、世界選手権では3回戦で敗れた。2015年のヨーロッパ競技大会では2位だったが、世界選手権では初戦で敗れた。2016年のリオデジャネイロオリンピックでは準決勝で日本の田知本遥に技ありで敗れたが銅メダルを獲得した。オリンピック以来約1年3ヶ月ぶりの国際大会となった2017年のグランドスラム・アブダビでは5位にとどまった。2020年2月には現役引退を正式に表明した。

## 人物
ヴァルガス＝コッホの父親はチリ出身。ドイツのスポーツ支援財団より2016年リオデジャネイロオリンピックのメダル候補の1人と認定されて月1500ユーロを得ていた。2015年にはベルリン工科大学で数学の修士号を取得すると、その後はアーヘン工科大学でアルゴリズム的ゲーム理論を対象とした博士論文の作成に取り組んでいる。

## 主な戦績
- 2009年 - フランスジュニア国際　3位
- 2009年 - ドイツジュニア国際　2位
- 2009年 - ヨーロッパジュニア　5位
- 2010年 - U23ヨーロッパ選手権　2位
- 2011年 - ワールドカップ・ソフィア　3位
- 2011年 - ワールドカップ・マドリード　2位
- 2011年 - ユニバーシアード　2位
- 2011年 - ワールドカップ・ローマ　3位
- 2011年 - U23ヨーロッパ選手権　優勝
- 2011年 - プレオリンピック大会　5位
- 2012年 - グランプリ・デュッセルドルフ　5位
- 2012年 - グランドスラム・モスクワ　5位
- 2012年 - ワールドカップ・タリン　優勝
- 2012年 - グランプリ・青島　3位
- 2012年 - グランドスラム・東京　5位
- 2013年 - グランドスラム・パリ　3位
- 2013年 - グランプリ・デュッセルドルフ　2位
- 2013年 - ヨーロッパ選手権　3位
- 2013年 - グランドスラム・バクー　2位
- 2013年 - グランプリ・マイアミ　7位
- 2013年 - グランドスラム・モスクワ　3位
- 2013年 - 世界選手権　2位
- 2013年 - グランプリ・リエカ　優勝
- 2014年 - グランプリ・サムスン　優勝
- 2014年 - ヨーロッパ選手権　2位
- 2014年 - グランプリ・ハバナ　優勝
- 2014年 - グランプリ・アスタナ　3位
- 2014年 - グランプリ・タシュケント　優勝
- 2014年 - グランドスラム・アブダビ　優勝
- 2014年 - グランプリ・チェジュ　2位
- 2014年 - グランドスラム・東京　3位
- 2015年 - グランプリ・ブダペスト　3位
- 2015年 - ヨーロッパ競技大会　個人戦　2位　団体戦　2位
- 2015年 - ヨーロッパオープン・リスボン　優勝
- 2015年 - グランドスラム・パリ　3位
- 2015年 - グランドスラム・アブダビ　優勝
- 2016年 - グランプリ・デュッセルドルフ　3位
- 2016年 - グランプリ・ブダペスト　2位
- 2016年 - リオデジャネイロオリンピック 3位
- 2017年 - グランプリ・ハーグ　3位
- 2019年 - グランプリ・マラケシュ　3位
- 2019年 - グランプリ・トビリシ　2位

(出典、JudoInside.com)。